# Ibrahim Vural
Ibrahim Vural (* 21. Januar 1969 in Gaziantep) ist ein ehemaliger deutsch-türkischer Boxer.

## Amateurkarriere
Der Boxer des Berliner Vereins Hertha BSC wurde 1989 und 1990 im Bantamgewicht deutscher Amateurmeister. Türkischer Amateurmeister wurde Vural ebenfalls zweimal: 1987 im Bantam- und 1991 im Federgewicht. Im Januar 1990 gewann Vural das Internationale Box-Turnier von Oslo.
Für die bundesdeutsche Boxstaffel trat Vural bei der Europameisterschaft 1989 in Athen an, schied dort im Achtelfinale gegen Vedat Tutuk aus. In der Box-Bundesliga kämpfte er für den TSC Boxring Berlin.

## Profikarriere
Ibrahim Vural stand zeitweise bei Universum Box-Promotion unter Vertrag und bestritt 15 Kämpfe zwischen Januar 1997 und Juli 2001, die er alle gewann. Im Mai 2000 siegte er in Neuss gegen Fazli Vural beim Kampf um die Internationale Deutsche Meisterschaft (BDB) im Superbantamgewicht.
2003 forderte Vural von dem Hamburger Boxstall nach dem Vertragsende eine Entschädigungszahlung, da er Universum vorwarf, ihn fallengelassen sowie ihn um die Chance gebracht zu haben, um die Europameisterschaft zu boxen.